# Chamaemeles coriacea
Chamaemeles es un género monotípico de plantas con flores, perteneciente a la familia de las rosáceas. Su única especie: Chamaemeles coriacea Lindl., es originaria de Madeira.

## Taxonomía
Chamaemeles coriacea fue descrita por (John Lindley y publicado en Transactions of the Linnean Society of London 13:, en el año 1822.